# Escudo de San Bartolomé (Francia)

Escudo de San Bartolomé.

El escudo de San Bartolomé está dividido en tres bandas horizontales. La primera tiene tres flores de lis sobre fondo azul representando la soberanía francesa, una Cruz de Malta que simboliza que la isla entre 1651 y 1665 fue propiedad de la Orden de Malta, y en la banda inferior tres coronas sobre fondo azul que representan la época en la que la isla era posesión de la Corona sueca. Dos pelicanos sostienen el escudo. En la parte inferior aparece una banda con la palabra "Ouanalao" (pronunciado Uanalao), que era el nombre que los arawaks dieron a San Bartolomé. En la parte superior del escudo hay una corona mural.
Sobre un fondo blanco, este escudo aparece en la bandera no oficial de San Bartolomé.